# Raoul Giraudo
Raoul Giraudo (* 19. Mai 1932 in Aix-en-Provence; † 26. Oktober 1995) war ein französischer Fußballspieler.

## Die Vereinskarriere
Der während seiner Karriere überwiegend als linker Verteidiger eingesetzte Raoul Giraudo spielte bereits seit 1950 bei Stade de Reims, wurde allerdings die ersten Jahre ausschließlich in deren Amateurmannschaft eingesetzt. Hervorgegangen war er, wie sein Reimser Mitspieler Francis Méano, aus der Jugend der AS Aix in der Provence. 1950 gehörte Giraudo der französischen A-Jugend-Auswahl an, die bei der Junioren-Europameisterschaft den zweiten Platz belegte.
Sein erstes Spiel in der Division 1 bestritt er Ende November 1954 beim 3:0 gegen Girondins Bordeaux; doch als der etatmäßige Linksverteidiger Siatka 14 Tage später wieder zur Verfügung stand, rückte Giraudo ins zweite Glied zurück. Immerhin wurde er für Trainer Albert Batteux zu einer festen Größe, brachte es auf diese Weise in der Saison 1954/55 noch auf 13 Einsätze bei den Profis und durfte sich an deren Ende über den Gewinn des Landesmeistertitels mitfreuen.
Und im Jahr darauf war es Siatka, dem in der Abwehrformation nur die „Jokerrolle“ zukam. Giraudo hingegen wurde in den meisten Ligaspielen eingesetzt und war vor allem in sämtlichen Spielen des erstmals ausgetragenen Europapokals der Landesmeister dabei – einschließlich des dramatischen Endspiels am 13. Juni 1956 im Pariser Prinzenpark, als die Rot-Weißen sich trotz 2:0- und 3:2-Führung am Ende Real Madrid mit 3:4 geschlagen geben mussten.
In der folgenden Saison gab es trotzdem wieder das Wechselspiel um die beiden Verteidigerplätze zwischen Giraudo, Siatka, Zimny und dem jungen Raoul Schollhammer; was für den Trainer ein Glücksfall war, dürfte Giraudo bei nur 12 Ligaeinsätzen nicht sonderlich gefallen haben. Aber 1957/58 hatte er dann wieder einen Stammplatz und gehörte zu der ersten Elf, die sogar den Doublé schaffte, also den Gewinn von Meisterschaft und Pokal in derselben Saison. Der Linksverteidiger stand auch im Pokalendspiel auf dem Rasen und gehört zu der ganz kleinen Zahl von Spielern in Frankreich, denen ein solcher Doppeltitel vergönnt war, denn von 1933 bis heute (2012) gelang dies erst elf Klubs der höchsten Spielklasse Frankreichs.
Die Spielzeit 1958/59 verlief für Raoul Giraudo in vielerlei Hinsicht wie die Saison 1955/56: Stade Reims spielte in der Liga oben mit, ohne den Titel verteidigen zu können, schied auch in der Coupe de France vorzeitig aus, gelangte dafür aber im Europapokal wiederum bis ins Endspiel – wo Giraudo aber erneut mit der Silbermedaille vorliebnehmen musste, weil erneut Real Madrid den Rémois überlegen war (diesmal mit 2:0 im Neckarstadion).
1959/60 war Giraudos letztes Jahr in der Champagne: Bruno Rodzik und Jean Wendling waren als Verteidiger eine Bank und der zweifache Europapokalfinalist stand nur noch in sieben Punktspielen auf dem Rasen. Er konnte immerhin seinen dritten Landesmeistertitel feiern, aber wie schon 1955 erneut nur als Reservist. Anschließend war er noch je eine Saison beim FC Grenoble (26 Punktspiele, 3 Tore) sowie – mit nur noch acht Erstligaeinsätzen – beim FC Sochaux aktiv.

### Stationen
- AS Aix (bis 1950)
- Stade de Reims (1950/54–1960)
- FC Grenoble (1960/61)
- FC Sochaux (1961/62)

## Palmarès
- Französischer Meister: 1955, 1958, 1960
- Französischer Pokalsieger: 1958
- Europapokal der Landesmeister: Teilnahme und Finalist 1955/56 und 1958/59 (insgesamt bei 14 der 16 Reimser Spiele)
- 136 Spiele/drei Tore in der Division 1